# رومان سيدوروف
رومان سيدوروف (بالروسية: Сидоров, Роман Олегович)‏ هو لاعب كرة قدم ومدرب كرة قدم روسي في مركز الهجوم، ولد في 28 مارس 1955 في ستافروبول في روسيا، وتوفي في 9 فبراير 2015 في بياتيغورسك في روسيا. لعب مع دينامو ستافروبول وكريليا سوفيتوف سامارا ونادي أوديسا ونادي نيفتشي باكو.